# Scout (britische Automarke)

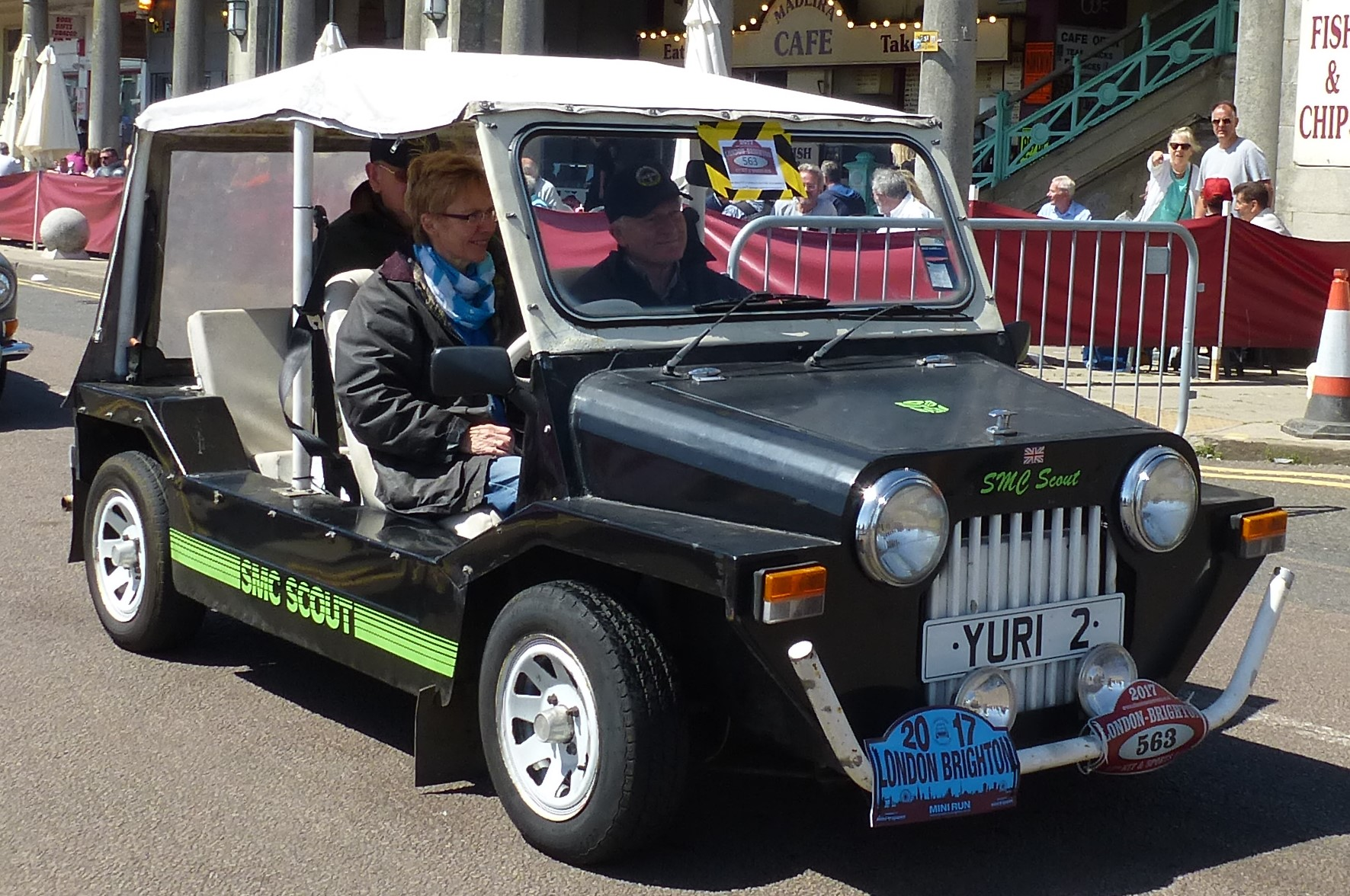
Scout

Scout war eine britische Automarke.

## Markengeschichte
Das Unternehmen Import Export aus Spalding in der Grafschaft Lincolnshire begann 1983 mit der Produktion von Automobilen und Kits. Der Markenname lautete anfangs TMC. Doch wenig später wurde er auf Scout geändert. 1985 endete die Produktion zunächst. Von 1987 bis 1988 setzte Automotive Engineering & Manufacturing aus Merthyr Tydfil in Glamorgan unter Leitung von Bob Wareham, Kent Davies, Richard Barwick und Ian Bishop die Produktion fort. Darauf folgte von 1990 bis 1991 The Sun Motor Company aus Solihull in West Midlands. Insgesamt entstanden etwa 150 Exemplare.

## Fahrzeuge
Das einzige Modell war ein anfangs TMC Scout und später nur Scout genanntes Mehrzweckfahrzeug. Es ähnelte dem Mini Moke. Zur Wahl standen Versionen mit vier und mit sechs Rädern. Die Basis bildete ein Monocoque aus Stahl. Die Paneele bestanden aus Zintec.